# هنري هاريس (لاعب كرة قدم أمريكية)
هنري هاريس (بالإنجليزية: Henry Harris)‏ هو لاعب كرة قدم أمريكية أمريكي، ولد في 1965 في ديكاتور في الولايات المتحدة.